# Reformy Meidži
Reformy Meidži (japonsky: 明治維新, Meidži išin) byla série reforem japonského císaře Meidži (též přepisovaného anglicky jako Meiji), které začaly po roce 1869 měnit zastaralé feudální Japonsko v moderní industrializovaný stát podle evropského vzoru.

## Předehra

### Izolace v období Edo
Japonsko v polovině 19. století žilo v relativním klidu, nad nímž bděl přísným okem šógunát rodu Tokugawa. Společnost byla dělena na kasty. Na začátku 16. století sice bylo Japonsko v obchodním a kulturním styku se Španěly a Portugalci (což např. do japonského prostředí přineslo znalost střelných zbraní) a od roku 1549 se tam dokonce začalo šířit křesťanství. Šógun Iejasu Tokugawa (1600/03–1605) však rozpoutal smršť persekucí proti křesťanům, během níž jich tisíce zahynuly. Jeho vnuk a třetí šógun Iemicu Tokugawa pak prosazením politiky sakoku („uzavřené země“), která vyměřovala trest smrti pro každého cizince, co se pokusí vstoupit do země, přivedl Japonsko do 220 let trvající izolace.

### Obnova císařství

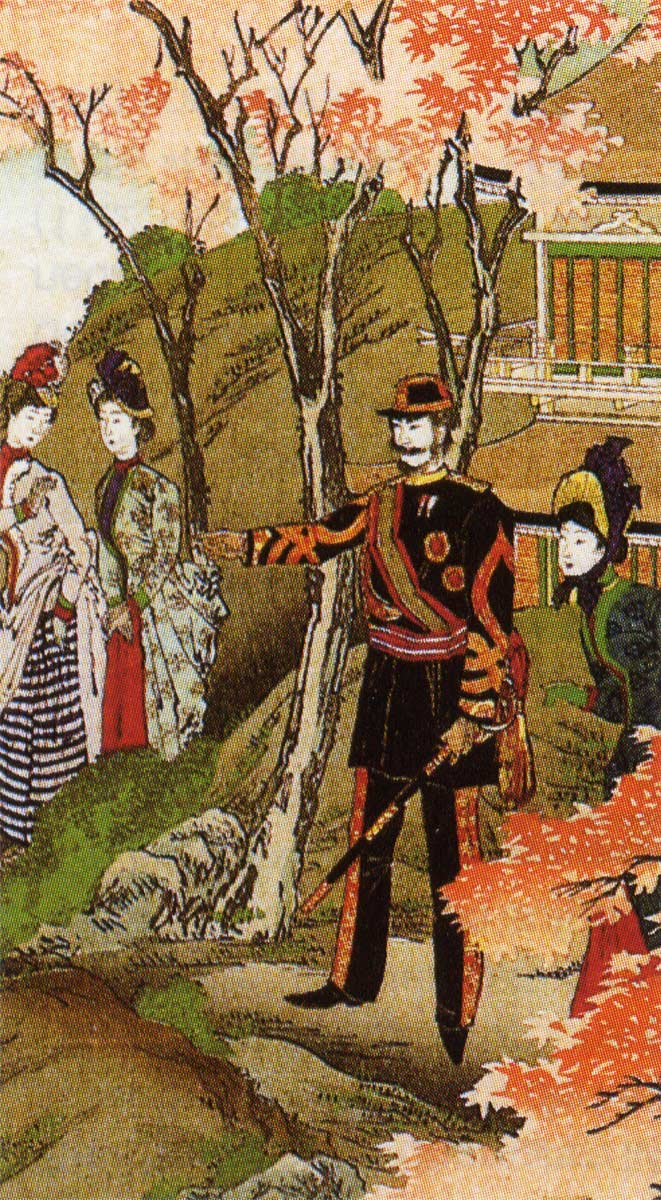
Císař Meidži ve vojenské uniformě evropského stylu, barevný dřevořez (1888)

Izolace byla prolomena roku 1853, když si flotila amerických lodí, připluvší pod velením komodora Perryho do hlavního města Eda, vynutila prostřednictvím vojenských hrozeb ustavení politických a obchodních styků. V roce 1854 byla podepsána Kanagawská úmluva, která zahájila obchod mezi Spojenými státy a Japonskem. Později Japonsko pod amaerickým tlakem neochotně rozšířilo své obchodní vztahy i s Francií, Británií, Nizozemskem a Ruskem. Tyto dohody vešly ve známost jako nerovné smlouvy, protože byly vynucené a Japonsko ztratilo kontrolu nad svými cly.
Toto násilné otevření Japonska světu bylo trnem v oku nacionalistickým radikálům, kteří si zároveň uvědomili, že Japonsko kvůli celkovému zaostávání už není schopné vzdorovat cizím útokům. V obavách před koloniálním podmaněním se rozhodující část japonské kulturní a politické elity sjednotila pod myšlenkami tradicionalisty Norinagy Motooriho a sloganem sonnó džói („ctěte císaře, vyžeňte barbary“) začala vyjadřovat potřebu obnovení silné ústřední vlády. Klíčovými osobnostmi hnutí byli Hirobumi Itó, Macukata Masajoši, Kido Takajoši, Itagaki Taisuke, Aritomo Jamagata nebo Ókubo Tošimiči. Oživení myšlenky císařství zvláště povzbudilo samuraje ze západních lén Čóšú a Sacuma, kteří se s nadvládou rodu Togukawů nikdy nesmířili. Založili tzv. Alianci Sacuma-Čóšú. Jejími klíčovými postavami byli Rjóma Sakamoto a Takamori Saigó. 
V roce 1868 došlo k revoluci, kdy radikálové obsadili palác v Kjótu. Většina šlechticů zůstala neutrální a občanská válka v roce Bošin tak skončila již v květnu následujícího roku. Některé šógunátní síly uprchly na Hokkaidó, kde se pokusily založit separatistickou republiku Ezo. Nicméně síly loajální císaři tento pokus ukončily v květnu 1869 bitvou o Hakodate. Šógunát byl svržen a bylo obnoveno císařství – Japonsko se mělo stát moderní konstituční monarchií.

## Císařovy reformy

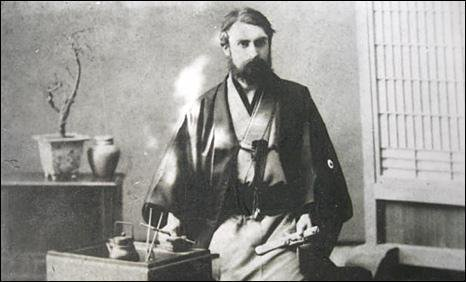
William Kinnimond Burton

Mladý císař Meidži se přestěhoval do Eda, které přejmenoval na Tokio („východní hlavní město“) a neprodleně zahájil, ve spolupráci s ministerským předsedou Hirobumim Itóem a dalšími politiky, řadu státoprávních, organizačních a technologických reforem, jež daly jméno celé jeho epoše vládnutí: éra Meidži („Osvícená“). Inspirační vzory byly hledány v nejmocnějších státech té doby: Německu, Francii, Velké Británii a USA. Pro co nejrychlejší naučení a uplatnění novinek byli ze Západu povoláváni civilní a vojenští poradci. Ke známým západním poradcům patřili Philipp Franz von Siebold, Willem Huyssen van Kattendijke, Léonce Verny, Josiah Conder, William Kinnimond Burton nebo Richard Henry Brunton. Zároveň byli nadaní japonští studenti programově vysíláni do Evropy a Ameriky na studijní cesty.

### Politické a ekonomické reformy

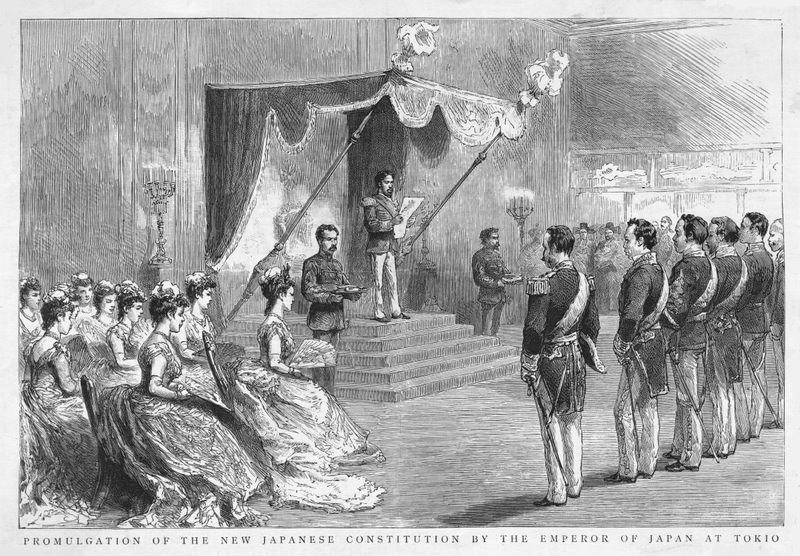
Vyhlášení japonské ústavy roku 1889

Reformy zahrnovaly ustavení parlamentu, nejvyššího soudu, zavedení veřejného systému poštovních služeb, přijetí moderní jednotné měny (jen, 1871), otevření tokijské burzy (1878) a konečně přijetí ústavy (1889/90).   
Ve snaze vytvořit silný centralizovaný stát vláda zavedla spisovnou verzi japonštiny nazývanou "standardní jazyk" (標準語, hjódžungo), která nahradila místní a regionální dialekty. Byl založen na jazyku tokijské samurajské třídy. Tento dialekt se stal normou v oblasti vzdělávání, médií, vlády a obchodu. Tato reforma zahájila proces přeměny Japonska v moderní národní stát.  
Japonská vláda přijala osvícenské ideály lidového vzdělávání a založila národní systém veřejných škol. Tyto bezplatné školy učily studenty čtení, psaní a matematice. Studenti také navštěvovali kurzy "morálního výcviku", které posilovaly jejich vědomí povinnosti vůči císaři a japonskému státu. Byl přijat rovněž evropský univerzitní systém, nejstarší japonská univerzita, Tokijská, byla založena roku 1886. Na konci období Meidži již bylo zřejmé, že tato reforma zvýšila dostupnost kvalifikovaných pracovníků a přispěla k průmyslovému růstu Japonska.   

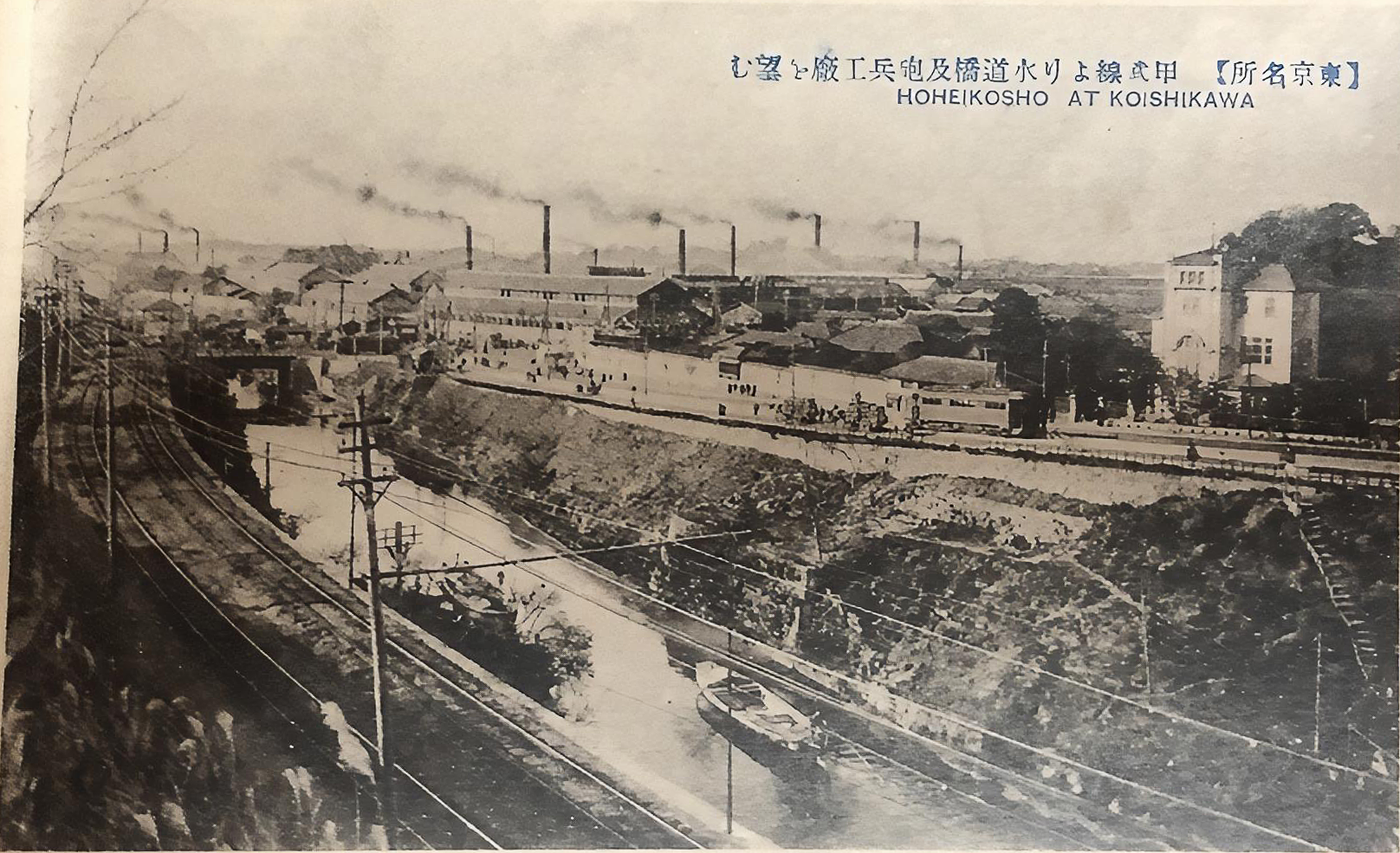
Zbrojovka Koišikawa v Tokiu postavená v roce 1871

Byla vytvořena síť železnic. První trať byla zprovozněna roku 1872, na počátku první světové války mělo Japonsko již 11 tisíc kilometrů tratí. Byl vybudován moderní průmysl, byť výsledky se dostavily až s určitým zpožděním a znatelné větší národní produkt začal tento průmysl produkovat až v 80. letech 19. století. Celý proces byl zahájen podporou vývozu surového hedvábí. Produkce hedvábí zaznamenala obrovský růst a Japonsko v ní předstihlo dosud dominující Čínu. Příjmy z vývozu hedvábí (v letech 1868 až 1914 se zpatnáctinásobil) financovaly japonský nákup průmyslového vybavení a chybějících surovin. Velký rozvoj zažilo stavebnictví, budovy začaly být stavěny podle evropských stavebních postupů. 
Velké pohyby na venkově zahájila pozemková reforma z roku 1873. Přesto se někdy japonský venkov označoval za oběť či vykořistěného reformami: vzhledem k tomu, že nové sektory ekonomiky nemohly být silně zdaněny, náklady industrializace a modernizace těžce dopadly na rolníky, kteří platili extrémně vysoké sazby daně z půdy (asi 30 procent úrody). Takové zdanění zemědělců bylo dvakrát až sedmkrát vyšší než v Evropě a patnáctkrát vyšší než v Číně. To na druhou stranu vytvářelo na japonské zemědělství tlak vedoucí k vyšší efektivitě a rychlému zavádění strojů. Přísná standardizace při pěstování vajec bource morušového kupříkladu umožnila mechanizované tkaní hedvábí, čímž japonské zemědělství vytlačilo z globálního trhu čínskou konkurenci. Navzdory obrovskému zdanění a masivní migraci z venkova do industrializačních center tak japonské zemědělství uspělo a posílilo.
Byla vycvičena císařská armáda a vybudováno loďstvo. Roku 1873 měla Japonsko 26 obchodních lodí, v roce 1913 to bylo již 1514 lodí.  

### Konec samurajů a reforma armády

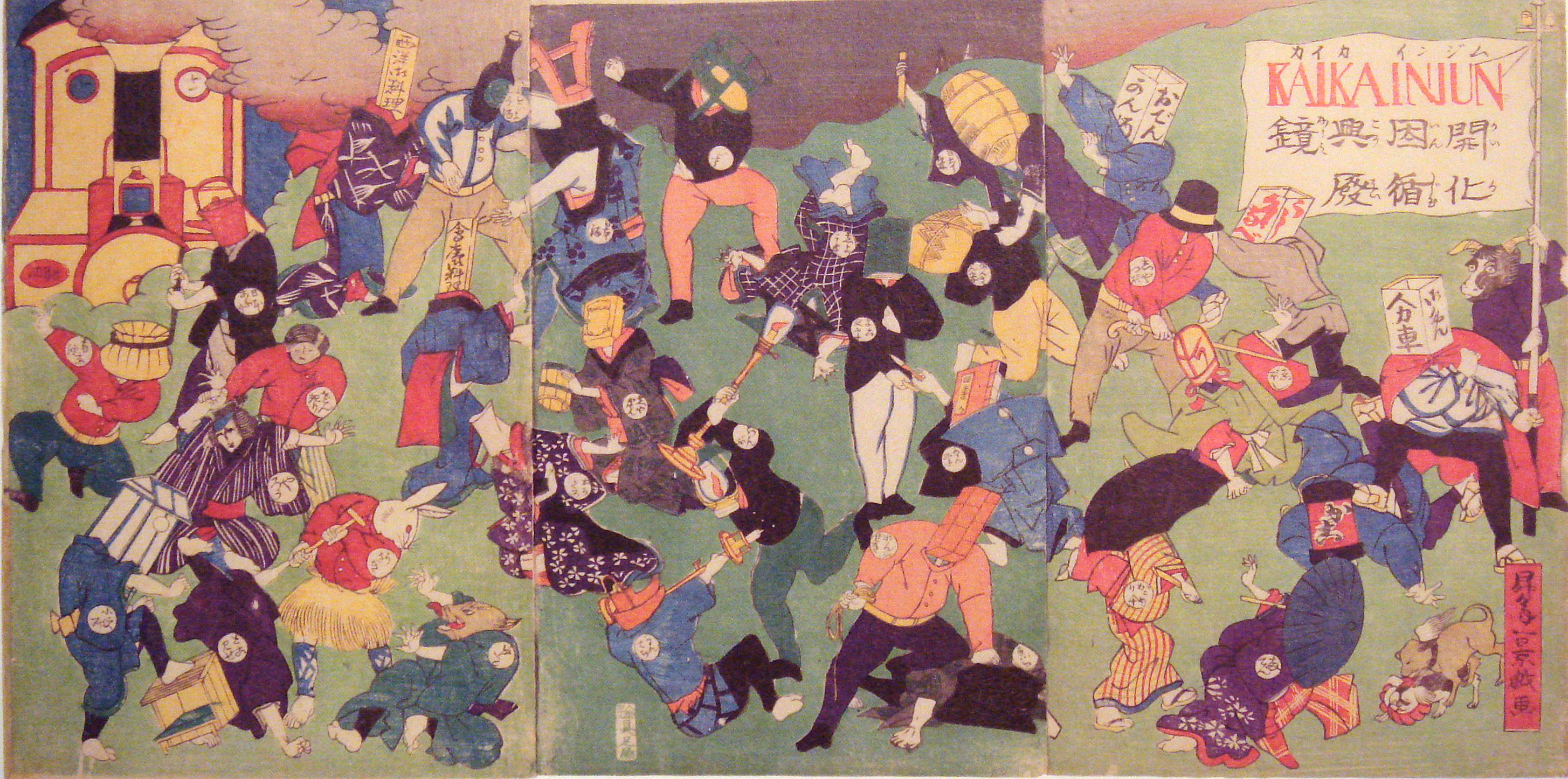
Japonská karikatura znázorňující "souboj starého a nového" ze 70. let 19. století

Reformy Meidži měly také zásadní dopad na třídní strukturu japonské společnosti. Skupina oligarchů, která se postavila za císaře a proces reforem řídila, viděla jako nezbytné destruovat starobylou třídu vojenských šlechticů - tzv. samurajů. V celém Japonsku bylo v té době 1,9 milionu samurajů (tedy asi 10krát více než šlechticů ve Francii před francouzskou revolucí). Ti měli nárok na státní stipendia, což stát vyčerpávalo. Oligarchové nejprve v roce 1873 prosadili, aby byla samurajská stipendia zdaněna. Rok poté dostali samurajové možnost převést svá stipendia na státní dluhopisy. Nakonec, v roce 1876, se tento převod stal povinným.  
Aby se společenská role samurajů dala zničit, bylo potřeba ovšem také zrušit jejich vojenské výsady (jen oni v Japonsku měli právo vlastnit zbraň), a tím pádem jejich nepostradatelnost pro obranu státu v časech ohrožení. To císař a oligarchové vyřešili tím, že roku 1873 zavedli všeobecnou brannou povinnost. To vedlo k sérii nepokojů nespokojených samurajů. Jednou z největších revolt bylo sacumské povstání roku 1877, jež vedl samuraj Saigó Takamori. Tuto vzpouru však rychle potlačila nově vytvořená japonská císařská armáda.  
Ideál samurajského vojenského ducha přežil jen v romantizované podobě a byl často používán jako propaganda během budoucích japonských válek. Likvidace samurajské třídy také vedla k silné centralizaci japonského státu. Samurajové se většinou integrovali do císařské armády, policejních sil nebo do státní byrokracie. Součástí reforem bylo i to, že samurajové nesměli nosit na veřejnosti meč, tradiční oděv a museli se zříct i tradičního účesu chonmage.  
Reforma armády, vedená pod heslem "Obohaťte zemi, posilněte armádu" (富国強兵, fukoku kjóhei), se ukázala jako mimořádně úspěšná, což dokázalo vítězství v čínsko-japonské válce v letech 1894-1895. Sebevědomí armády v důsledku toho mimořádně vzrostlo, a to až tak, že se začala stávat suverénní silou politickou. To mělo posléze zásadní dopady, tento proces přivedl Japonsko až k okupaci Číny a vstupu do druhé světové války. 

### Sporné rysy
Úspěch reforem vedl ke změně pohledu Japonska na své sousedy. Protože Japonci byli první asijskou zemí, která se úspěšně modernizovala, začalo se Japonsko cítit jako nadřazená kulturní síla v asijském prostoru, která má právo, ba povinnost, v něm fungovat velmocensky a koloniálně. K negativním rysům hnutí meidži též patřilo zničení mnoha hradů, které náhle připadly císaři a ten pro ně neviděl využití. Řadu z nich převzala a poničila armáda. Koncept kulturní památky si Japonci osvojili až mnohem později. Z ideologických důvodů bylo systematicky zničeny i desítky tisíc japonských buddhistických náboženských idolů a chrámů, a to proto, aby vláda podpořila separaci buddhismu a šintoismu (šinbucu bunri) a nový státní šintoistický kult zvaný kokka šintó (国家神道).